# The Yellow Balloon
The Yellow Balloon is een Britse dramafilm uit 1953 onder regie van J. Lee Thompson. Destijds werd de film in Nederland uitgebracht onder de titel De gele ballon.

## Verhaal
Frankie wil graag een ballon kopen. Hij verliest zijn geld, neemt de ballon af van een ander jongetje en begint een wedloop met hem door de ruïnes van een gebombardeerd terrein. De andere jongen valt en is dood. Een bandiet verneemt van het ongeluk. Hij begint Frankie te chanteren en dwingt hem om geld te stelen van zijn ouders.

## Rolverdeling
| Acteur            | Personage      |
| ----------------- | -------------- |
| Andrew Ray        | Frankie Palmer |
| Kathleen Ryan     | Emily Palmer   |
| Kenneth More      | Ted Palmer     |
| Bernard Lee       | Agent Chapman  |
| Stephen Fenemore  | Ron Williams   |
| William Sylvester | Len Turner     |
| Marjorie Rhodes   | Jessie Stokes  |
| Peter Jones       | Spiv           |
| Eliot Makeham     | Pandjesbaas    |
| Sidney James      | Charlie        |
| Veronica Hurst    | Lerares        |
| Sandra Dome       | Iris           |
| Campbell Singer   | Chef van Anne  |
| Laurie Main       | Klant          |
| Hy Hazell         | Mary           |